# Deutsche Fußball-Amateurmeisterschaft 1995
Deutscher Fußball-Amateurmeister 1995 wurde der VfL Osnabrück. Im Finale im Stuttgarter Waldau-Stadion gewann Osnabrück am 13. Juni 1995 mit 4:2 nach Verlängerung gegen die gastgebenden Stuttgarter Kickers. Das Stuttgarter Endspiel war das schlechtebesuchteste Finale des Wettbewerbs seit 1976 und das mit dem drittwenigsten Zuschauern in der gesamten Wettbewerbsgeschichte (das Endspiel 1996 wird ein Jahr hiernach mit nur 500 Besuchern den historischen Tiefpunkt setzen).

## Teilnehmende Mannschaften
Es nahmen die Vizemeister der vier Regionalligastaffeln teil:
| Mannschaften | Mannschaften        | Ligen                     |
| ------------ | ------------------- | ------------------------- |
|              | VfL Osnabrück       | Regionalliga Nord         |
|              | FC Sachsen Leipzig  | Regionalliga Nordost      |
|              | SC Verl             | Regionalliga West/Südwest |
|              | Stuttgarter Kickers | Regionalliga Süd          |

## Halbfinale
|                     | Gesamt |                    | Hinspiel | Rückspiel |
| ------------------- | ------ | ------------------ | -------- | --------- |
| Stuttgarter Kickers | 11:40  | SC Verl            | 8:1      | 3:3       |
| VfL Osnabrück       | 10:00  | FC Sachsen Leipzig | 3:0      | 7:0       |

## Finale
| VfL Osnabrück                                         | VfL Osnabrück | Stuttgarter Kickers | Stuttgarter Kickers |
| ----------------------------------------------------- | --- | --- | ------------------- |
| VfL Osnabrück                                         | \| Dienstag, 13. Juni 1995 in Stuttgart (Waldau-Stadion) \| \| Ergebnis: 4:2 n. V. (2:2, 1:0) \| \| Zuschauer: 1.194 \| \| Schiedsrichter: Manfred Schmidt (Bad Hersfeld) \|                                                                         | \| Dienstag, 13. Juni 1995 in Stuttgart (Waldau-Stadion) \| \| Ergebnis: 4:2 n. V. (2:2, 1:0) \| \| Zuschauer: 1.194 \| \| Schiedsrichter: Manfred Schmidt (Bad Hersfeld) \| | Stuttgarter Kickers |
| VfL Osnabrück                                         | Matthew McKenna – Karsten Surmann – Lars Schiersand, Daniel Scheinhardt – Martin Giesel, Ralf Heskamp (46. Jörg Freybott), Holger Karp (46. Kai Lammert), Roland Twyrdy, Wolfgang Schütte – Ralf Balzis, Frank Hartmann Cheftrainer: Heiko Flottmann | Bernd Klaus – Alexander Malchow – Achim Pfuderer, Branko Zivanovic (88. Ingo Steinicke), Xaver Zembrod – Kurt Kremm, Georg Haramis, Tayfun Korkut, Zoltan Sebescen – Marc Volke (62. Frank Aning-Damoah), Alexander Dürr Cheftrainer: Bruno Wanderer (Wolfgang Wolf schon im Urlaub) | Stuttgarter Kickers |
| VfL Osnabrück                                         | 1:2 Frank Hartmann (82.) 2:2 Kai Lammert (90.) 3:2 Kai Lammert (101.) 4:2 Ralf Balzis (113.) | 0:1 Marc Volke (24.) 0:2 Alexander Dürr (67.) | Stuttgarter Kickers |
| VfL Osnabrück                                         | Balzis, Freybott | Volke, Pfuderer, Korkutt | Stuttgarter Kickers |
| Dienstag, 13. Juni 1995 in Stuttgart (Waldau-Stadion) | | |                     |
| Ergebnis: 4:2 n. V. (2:2, 1:0)                        | | |                     |
| Zuschauer: 1.194                                      | | |                     |
| Schiedsrichter: Manfred Schmidt (Bad Hersfeld)        | | |                     |

Drei der vier anwesenden Reporter notierten fälschlicherweise Wolfgang Schütte als Torschütz des 2:2-Ausgleichstreffers in der 90. Minute.